# Hạn mức tín dụng

Đồ họa dữ liệu thông tin về tình hình hạn mức tín dụng trên toàn cầu biểu th tỷ lệ các ngành công nghiệp quy mô nhỏ có khoản vay hoặc hạn mức tín dụng

Hạn mức tín dụng (Line of credit/Credit limit/Room) là một tiện ích tín dụng được ngân hàng hoặc tổ chức tài chính khác mở ra cho khách hàng là chính phủ, doanh nghiệp hoặc cá nhân cho phép khách hàng rút tiền tại tổ chức tín dụng khi khách hàng cần tiền. Một tổ chức tài chính cung cấp một khoản tín dụng cho doanh nghiệp hoặc người tiêu dùng trong một khoảng thời gian nhất định. Hạn mức tín dụng hay giới hạn tín dụng là số tiền tối đa của khoản tín dụng mà tổ chức tài chính hoặc người cho vay khác sẽ cấp cho con nợ đối với một giới hạn mức tín dụng cụ thể (đôi khi được gọi là giới hạn tín dụng, hạn mức rút tiền hoặc hạn mức thương mại). Ngân hàng hoặc tổ chức tài chính thường sẽ tính phí cho việc thiết lập hạn mức tín dụng. Lệ phí thường bao gồm chi phí xử lý đơn đăng ký, thực hiện kiểm tra bảo mật, phí pháp lý, sắp xếp tài sản thế chấp, đăng ký.
Hạn mức tín dụng là số tiền tối đa mà ngân hàng hoặc tổ chức tín dụng cho phép người dùng chi tiêu trên thẻ tín dụng, số tiền này có thể được xác định dựa trên nhiều yếu tố như thu nhập, điểm tín dụng, lịch sử tín dụng và hồ sơ tài chính cá nhân của người đăng ký thẻ. Hạn mức tín dụng có thể được điều chỉnh theo yêu cầu và thỏa thuận giữa người dùng và nhà cung cấp thẻ. Ở góc độ quản lý ngân hàng thì hạn mức tín dụng hay còn gọi là room tín dụng là việc ngân hàng Trung ương phân bổ tổng hạn mức tín dụng cho các ngân hàng thương mại và còn giao hạn mức tín dụng cụ thể cho từng ngân hàng thương mại căn cứ vào các tiêu chí về quá trình hoạt động, khả năng quản trị ngân hàng và kiểm soát rủi ro, đảm bảo các tỷ lệ an toàn hoạt động. Hạn mức tín dụng là một công cụ để thực thi chính sách tiền tệ của Ngân hàng Nhà nước, nhằm hạn chế mức dư nợ tín dụng tối đa đến với nền kinh tế của tổ chức tín dụng. Về bản chất là công cụ hành chính, trực tiếp can thiệp vào thị trường tín dụng ngân hàng nên cần loại bỏ một khi điều kiện thị trường cho phép.

## Đại cương
Hạn mức tín dụng có nhiều hình thức, chẳng hạn như giới hạn thấu chi, nhu cầu vay, mục đích đặc biệt, xuất khẩu tín dụng cả gói, cho vay có kỳ hạn, chiết khấu, mua hóa đơn thương mại, cho vay tuần hoàn kiểu truyền thống qua thẻ tín dụng, là một nguồn tiền có thể dễ dàng rút ra theo ý muốn của người đi vay. Lãi suất chỉ được trả trên số tiền thực sự được rút ra. Hạn mức tín dụng có thể được bảo đảm bằng tài sản thế chấp hoặc có thể không có tài sản bảo đảm (vay tín chấp). Hạn mức tín dụng thường được các ngân hàng, tổ chức tài chính và các tổ chức cho vay tiêu dùng được cấp phép khác mở rộng cho những khách hàng đáng tin cậy (mặc dù một số hạn mức tín dụng dành cho mục đích đặc biệt có thể không có yêu cầu về mức độ tín nhiệm) để giải quyết các nhu cầu dòng tiền biến động của khách hàng. Số tiền tối đa mà khách hàng được phép rút từ hạn mức tín dụng thường được gọi là giới hạn tín dụng/hạn mức rút tiền hoặc thấu chi. Thuật ngữ hạn mức tín dụng thường được sử dụng cho thẻ tín dụng trong khi thuật ngữ thấu chi được sử dụng phổ biến hơn cho tài khoản ngân hàng.
Ở góc độ chi tiêu, giao dịch cá nhân, khi mở thẻ tín dụng, ngân hàng sẽ cấp cho chủ thẻ một hạn mức nhất định. Hạn mức thẻ tín dụng là số tiền tối đa ngân hàng cung cấp để khách hàng chi tiêu mua sắm và thanh toán cho các nhu cầu cá nhân. Mỗi ngân hàng phát hành thẻ sẽ có hạn mức tín dụng tối thiểu và hạn mức tôi đa. Số tiền này khác nhau cho từng loại thẻ phát hành. Trong cùng một sản phẩm thẻ, hạn mức tín dụng của mỗi người cũng khác nhau. khi cấp hạn mức thẻ tín dụng, ngân hàng sẽ dựa vào một số yếu tố như thu nhập cá nhân là yếu tố quan trọng quyết định đến hạn mức thẻ tín dụng, khi thu nhập càng cao và ổn định thì hạn mức tín dụng được phê duyệt càng cao, khi xét duyệt hồ sơ đăng ký tín dụng, ngân hàng sẽ kiểm tra các thông tin lịch sử tín dụng giúp ngân hàng đánh giá khả năng thanh toán dư nợ tín dụng. Hạn mức tín dụng được ngân hàng quyết định dựa trên uy tín cá nhân của khách hàng. Các yếu tố thường được ngân hàng lấy làm cơ sở để xem xét hạn mức thẻ tín dụng như chức vụ, nghề nghiệp, trình độ, cư trú, khả năng thanh toán của mỗi chủ thẻ, thói quen tiêu dùng, lịch sử trả nợ trong quá khứ của chủ thẻ và nhiều thông tin khác.
Ở góc độ kiểm soát tín dụng ngân hàng, ở Việt Nam thì Ngân hàng Nhà nước Việt Nam có quy định về phương thức cho vay theo hạn mức. Theo đó, tổ chức tín dụng xác định và thỏa thuận với khách hàng một mức dư nợ cho vay tối đa được duy trì trong một khoảng thời gian nhất định. Trong hạn mức cho vay, tổ chức tín dụng thực hiện cho vay từng lần. Một năm ít nhất một lần, tổ chức tín dụng xem xét xác định lại mức dư nợ cho vay tối đa và thời gian duy trì mức dư nợ này. Ngoài ra, còn phương thức là tổ chức tín dụng cam kết đảm bảo sẵn sàng cho khách hàng vay vốn trong phạm vi mức cho vay dự phòng đã thỏa thuận. Tổ chức tín dụng và khách hàng thỏa thuận thời hạn hiệu lực của hạn mức cho vay dự phòng nhưng không vượt quá 01 năm. Ngân hàng Nhà nước giao toàn bộ hạn mức tín dụng cho các nhà băng ngay đầu năm với định hướng tăng trưởng cả hệ thống năm (phân bổ hạn mức tín dụng) dựa trên diễn biến thực tế, nhà điều hành cấp chỉ tiêu tăng trưởng tín dụng định hướng và chủ động điều chỉnh hạn mức (room) cho từng nhà băng, mà không yêu cầu họ phải gửi đề nghị cấp thêm.
Các ý kiến phân tích cho rằng cơ chế giao hạn mức tăng trưởng tín dụng ngay từ đầu năm sẽ giúp các ngân hàng chủ động kế hoạch huy động vốn và cho vay, nhưng về bản chất vẫn là cơ chế xin-cho, dễ phát sinh rủi ro đạo đức, dễ phát sinh tiêu cực. Chỉ nên xem cơ chế này là biện pháp tạm thời, ngắn hạn, cần minh bạch thông tin về tiêu chí định lượng cấp hạn mức tín dụng, công khai toàn hệ thống ngân hàng. Cần tính đến lộ trình xóa bỏ cơ chế này để thúc đẩy tính hiệu quả của thị trường tín dụng. Nếu quốc gia nào tự tin thiết lập được cơ chế quản lý các thị trường hiệu quả, thì không cần thiết sử dụng đến công cụ mang tính mệnh lệnh hành chính như cấp hạn mức tín dụng cho các ngân hàng và hạn mức tín dụng cần phải được xóa bỏ để thị trường tín dụng ngân hàng vận hành theo đúng cơ chế và quy luật thị trường. Khi chưa có biện pháp căn cơ để hạn chế hoạt động đầu cơ, thì việc đặt ra hạn mức tín dụng cho vay của các ngân hàng là cần thiết. Nhờ cơ chế này, đảm bảo các thị trường bị đầu cơ tấn công có những điểm dừng nhất định, không tạo ra những hậu quả lớn đối với nền kinh tế. Tuy nhiên, quy định cấp mức tín dụng sẽ tạo ra cơ chế xin-cho vì ngân hàng thương mại muốn có lợi nhuận thì phải có được hạn mức cho vay lớn, muốn tăng mức cho vay thì càng phải xin Ngân hàng Nhà nước cấp thêm hạn mức sẽ càng tốn thêm chi phí giao dịch của ngân hàng từ đó đẩy lãi suất cho vay lên cao.